# Sasha Marcich
Sasha Julián Marcich (Buenos Aires, 29 maggio 1998) è un calciatore argentino, difensore del Lanús.

## Caratteristiche tecniche
Gioca come terzino sinistro.

## Carriera
Marcich è cresciuto nel settore giovanile del Platense, con cui ha firmato il primo contratto professionistico nel maggio del 2019. Ha esordito in prima squadra il 10 marzo 2021 nell'incontro di Copa de la Liga Profesional pareggiato 1-1 contro il Sarmiento (J). pochi mesi dopo è stato ceduto in prestito al Talleres (RdE) per il resto dell'anno, mentre nel 2022 ha giocato in Primera B Nacional con San Telmo ed Estudiantes (RC), sempre in prestito.
Rientrato al Platense, è stato confermato in rosa per la stagione 2023.

## Statistiche

### Presenze e reti nei club
Statistiche aggiornate al 14 maggio 2025.
| Stagione        | Squadra          | Campionato      | Campionato | Campionato | Coppe nazionali | Coppe nazionali | Coppe nazionali | Coppe continentali | Coppe continentali | Coppe continentali | Altre coppe | Altre coppe | Altre coppe | Totale | Totale | Totale |
| Stagione        | Squadra          | Comp            | Pres       | Reti       | Comp            | Pres            | Reti            | Comp               | Pres               | Reti               | Comp        | Pres        | Reti        | Pres   | Reti   |        |
| --------------- | ---------------- | --------------- | ---------- | ---------- | --------------- | --------------- | --------------- | ------------------ | ------------------ | ------------------ | ----------- | ----------- | ----------- | ------ | ------ | ------ |
| 2020            | Platense         | PBN             | 0          | 0          | CA+CdL          | 0+3             | 0               | -                  | -                  | -                  | -           | -           | -           | 3      | 0      |        |
| 2021            | Talleres (RdE)   | PBM             | 20         | 0          | CA              | 0               | 0               | -                  | -                  | -                  | -           | -           | -           | 20     | 0      |        |
| 2022            | San Telmo        | PBN             | 17         | 0          | -               | -               | -               | -                  | -                  | -                  | -           | -           | -           | 17     | 0      |        |
| 2022            | Estudiantes (RC) | PBN             | 19         | 0          | -               | -               | -               | -                  | -                  | -                  | -           | -           | -           | 19     | 0      |        |
| 2023            | Platense         | PD              | 23         | 2          | CA+CdL          | 1+9             | 0               | -                  | -                  | -                  | -           | -           | -           | 33     | 2      |        |
| 2024            | Platense         | PD              | 26         | 1          | CA+CdL          | 2+13            | 0               | -                  | -                  | -                  | -           | -           | -           | 41     | 1      |        |
| Totale Platense | Totale Platense  | Totale Platense | 49         | 3          |                 | 28              | 0               |                    | -                  | -                  |             | -           | -           | 77     | 3      |        |
| 2025            | Lanús            | PD              | 17         | 0          | CA              | 0               | 0               | CS                 | 5                  | 0                  | -           | -           | -           | 22     | 0      |        |
| Totale carriera | Totale carriera  | Totale carriera | 122        | 3          |                 | 28              | 0               |                    | 5                  | 0                  |             | -           | -           | 155    | 3      |        |